# 程恩富
程恩富（1950年7月—），男，满族，祖籍安徽合肥，生于上海，中华人民共和国马克思主义理论家、经济学家，中国社会科学院马克思主义研究院院长。全国人民代表大会安徽地区代表。

## 生平
毕业于复旦大学。2008年，当选为第十一届全国人大代表。2013年，当选为第十二届全国人大代表。2018年2月24日，当选为第十三届全国人大代表。